# Costasiella kuroshimae
Costasiella kuroshimae is een slakkensoort uit de familie van de Limapontiidae. De wetenschappelijke naam van de soort is voor het eerst geldig gepubliceerd in 1993 door Ichikawa.
Het dier behoort tot een select gezelschap van dieren die aan fotosynthese doen. Andere dieren in dit gezelschap zijn Elysia viridis, Elysia clarki en Elysia chlorotica. Costasiella kuroshimae verkrijgt deze eigenschap door het eten van algen, waarna het de chloroplasten van deze algen in zijn eigen lichaam in leven houdt. Dit proces wordt kleptoplastie genoemd.

## Beschrijving
De zeeslak Costasiella kuroshimae die in grootte varieert van 5 mm tot 10 mm lang. Ze hebben twee donkere ogen en twee rinoforen die uit de toppen van hun hoofd komen en die lijken op schapenoren of insectenantennes, vandaar de algemene naam "bladschaap" . De rinoforen hebben fijne haren die chemicaliën in het water detecteren, waardoor Costasiella kuroshimae en andere zeeslakken voedselbronnen kunnen vinden.

## Verspreiding
Costasiella kuroshimae, werd in 1993 ontdekt voor de kust van het Japanse eiland Kuroshima, is ook gevonden in de wateren bij Japan, de Filippijnen en Indonesië.